# Hoogeduurswoude
Hoogeduurswoude (Stellingwerfs: Hogeduurswoold; Fries: Hegeduerswâld) is een buurtschap in de gemeente Ooststellingwerf, in de Nederlandse provincie Friesland. Het ligt ten zuidwesten van het dorp Oosterwolde en dicht tegen Langedijke aan. Aan de oostelijke rand is de buurtschap Buttinga gelegen.
Hoogeduurswoude vormt eigenlijk een eenheid met Laagduurswoude als Duurswolde. De plaatsnaam zou verwijzen of naar de eigenaar moerasbos zelf, ene Djoerd of Dieuwerd, of naar de woonplek van deze bij of in dit bos. Of het om hetzelfde bos en persoon gaat als bij het voormalige dorp Duurswoude dat dezelfde betekenis in zich zou dragen, en ten noorden is gelegen van Duurswolde, is onduidelijk. In de achttiende eeuw spreekt men van twee eigen plaatsen.
Hoogeduurswoude wordt in 1718 vermeld als Hoog Duirswolde en in 1913 als Hoog Duurswoude. Zowel Hoogeduurswoude als Laagduurswoude hebben een boven en beneden gronden en bewoning. Deze werden verbonden door de Hoofdweg. Deze Hoofdweg werd in het tweede helft van de twintigste eeuw hernoemd naar Laagduurswoude en wordt zo ook bij die buurtschap gerekend. Hierdoor is de buurtschap Hoogeduurswoude in tweeën gesplitst. De Duistereweg die van Laagduurswoude naar Buttinga loopt wordt ook wel tot Laagduurswoude gerekend maar soms ook bij Hoogeduurswoude. In het laatste geval betekent dat dat Hoogeduurswoude dan in drieën is gesplitst.